# تیفانی پورتر
تیفانی پورتر (انگلیسی: Tiffany Porter؛ زادهٔ ۱۳ نوامبر ۱۹۸۷) دونده اهل بریتانیا است.